# Poltava
Poltava (ukrajinsky a rusky Полтава; polsky Połtawa) je město ležící mírně na severovýchod od středu Ukrajiny, zhruba 350 km východně od Kyjeva. Protéká jím řeka Vorskla. Poltava je centrem stejnojmenné oblasti, důležitou dopravní křižovatkou a kulturním centrem historického ukrajinského regionu Slobodská Ukrajina.

## Dějiny

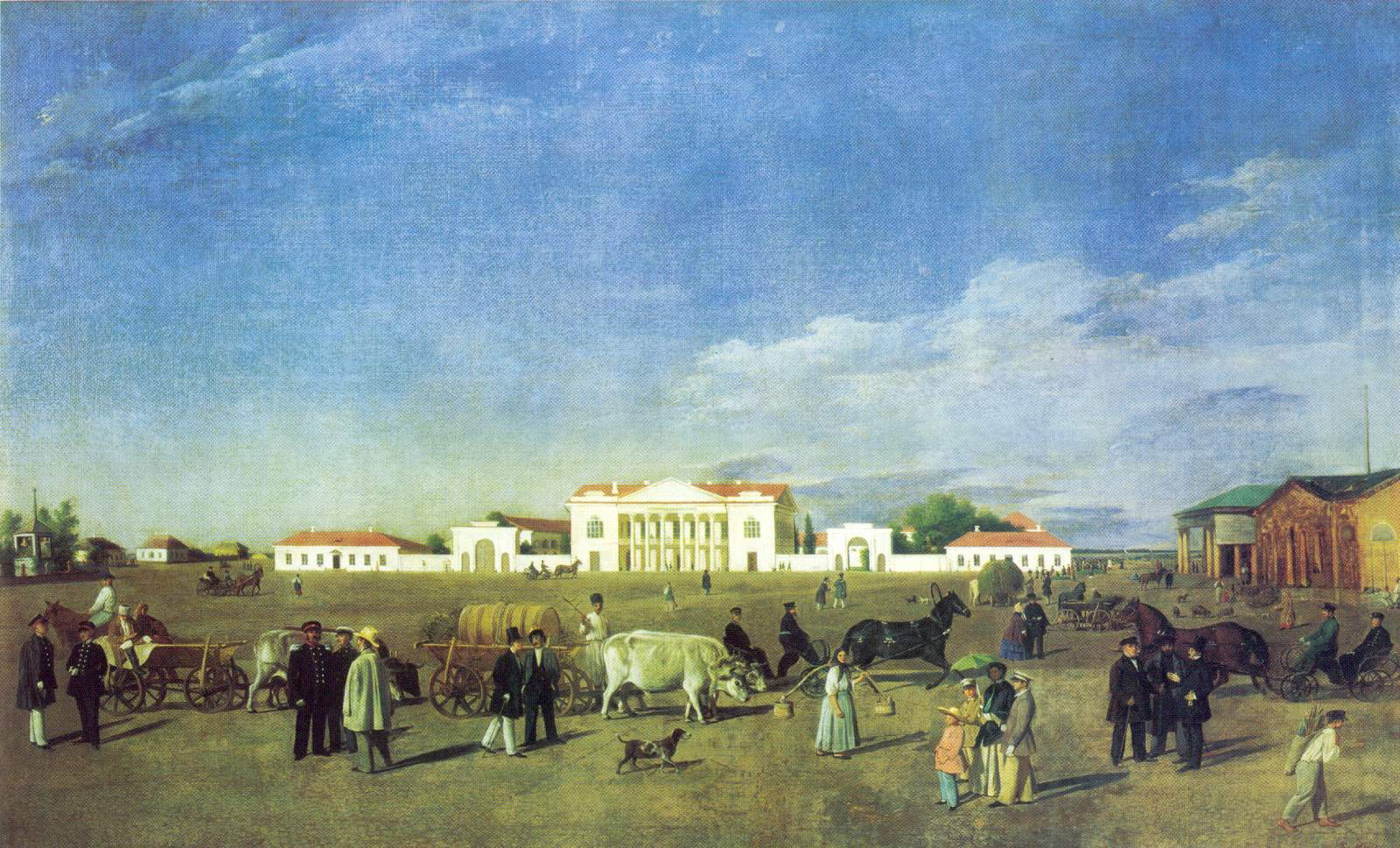
Poltava v polovině 19. století

První archeologické doklady osídlení pocházejí z paleolitu, kdy lidé žili na okraji Poltavy. Ve čtvrti Belaja Gora bylo objeveno neolitické naleziště. Podle další skupiny archeologických nálezů bylo na Ivanově hoře založeno severským kmenem Slovanů opevněné hradiště již v 9. století. Poblíž Parku Vítězství (Park pobědy) byly zdokumentovány pozůstatky dvou osad z konce 10. a začátku 11. století. Naproti Právnické akademii byly nalezeny pozůstatky tří hliněných domů z 11.–12. století. Další výzkum doložil na území od Chrámového náměstí (Sobornoj ploščadi), přes Pervomajskij prospekt až po Spasskou ulici souvislé úseky městské zástavby - ulice se zčásti zahloubenými obytnými, technickými a výrobními objekty.
Písemné doklady se dochovaly až v Ipatěvském letopisu z roku 1174, kde je zmínka pod názvem Ltava, který se později změnil na Oltava, resp. Poltava. Ve 14. století se Poltava stala součástí Litevského velkoknížectví a posléze Polska, přičemž sousedila s neklidnou oblastí Divokých polí.
Během války proti polské nadvládě (1648–1658) byla Poltava sídlem zvláštního regimentu kozáků. Poté se Poltava stala součástí Ruského carství; roku 1709 v bitvě u Poltavy porazil Petr I. Veliký švédská vojska. V roce 1803 se Poltava stala sídlem jedné z gubernií carského Ruska; během 19. století bylo město centrem kulturního života Ukrajiny (působil zde např. Ivan Kotljarevskyj, první spisovatel moderní ukrajinštiny). Hospodářský rozvoj nastal po příchodu železnice (po roce 1870). Na konci 19. století zde žilo již 53 000 obyvatel, z nichž 56 % byli Ukrajinci, a po 20 % Rusové a Židé. Od roku 1937 je město centrem Poltavské oblasti. Po 2. světové válce vznikla nová sídliště a budovy kulturních institucí, roku 1962 do ulic vyjely trolejbusy.
Dne 3. září 2024 v průběhu rusko-ukrajinské války došlo k ruskému vzdušnému útoku na Poltavu, který si vyžádal nejméně 50 obětí a 271 zraněných.

## Geografie
Přirozená stepní vegetace se zde téměř nezachovala. Lesy a křoviny zabírají spolu s lesními pásy asi 7,5 % území, především podél břehů řek, na písečných dunách a roklích.

### Podnebí
| Poltava – podnebí               | Poltava – podnebí | Poltava – podnebí | Poltava – podnebí | Poltava – podnebí | Poltava – podnebí | Poltava – podnebí | Poltava – podnebí | Poltava – podnebí | Poltava – podnebí | Poltava – podnebí | Poltava – podnebí | Poltava – podnebí | Poltava – podnebí |
| Období                          | leden             | únor              | březen            | duben             | květen            | červen            | červenec          | srpen             | září              | říjen             | listopad          | prosinec          | rok               |
| ------------------------------- | ----------------- | ----------------- | ----------------- | ----------------- | ----------------- | ----------------- | ----------------- | ----------------- | ----------------- | ----------------- | ----------------- | ----------------- | ----------------- |
| Nejvyšší teplota [°C]           | 9,4               | 16,0              | 22,4              | 29,9              | 34,2              | 35,7              | 37,2              | 39,4              | 33,5              | 29,6              | 19,3              | 13,5              | 39,4              |
| Průměrné denní maximum [°C]     | −2,0              | −1,1              | 4,9               | 14,4              | 21,5              | 24,6              | 26,8              | 26,4              | 20,1              | 12,4              | 4,3               | −0,2              | 12,7              |
| Průměrná teplota [°C]           | −4,5              | −4,0              | 1,4               | 9,6               | 16,0              | 19,3              | 21,3              | 20,8              | 15,1              | 8,3               | 1,7               | −2,7              | 8,5               |
| Průměrné denní minimum [°C]     | −7,1              | −6,9              | −2,1              | 4,9               | 10,4              | 14,1              | 15,9              | 15,1              | 10,0              | 4,3               | −0,9              | −5,1              | 4,4               |
| Nejnižší teplota [°C]           | −29,2             | −28,8             | −22,8             | −7,5              | −1,7              | 3,6               | 8,0               | 6,0               | −3,1              | −7,5              | −21,5             | −28,7             | −29,2             |
| Průměrné srážky [mm]            | 40,0              | 29,9              | 28,2              | 32,0              | 42,5              | 60,6              | 58,7              | 35,5              | 40,4              | 39,0              | 38,6              | 39,9              | 485,3             |
| Zdroj: Клімат та погода Полтава |                   |                   |                   |                   |                   |                   |                   |                   |                   |                   |                   |                   |                   |

## Kultura a památky
Střed města tvoří klasicistní půlkruhové náměstí s toskánským sloupem připomínajícím vítězství nad Švédy a získání 18 jejich děl. Chrám Povýšení svatého Kříže, budovaný v letech 1699–1709, je cennou a zachovalou ukázkou ukrajinského baroka. Bývalá Velká synagoga slouží od roku 1941 jako hudební škola. Budova Gogolova divadla je z r. 1958, sídlo významného vlastivědného muzea vzniklo roku 1964.

### Osobnosti spjaté s městem

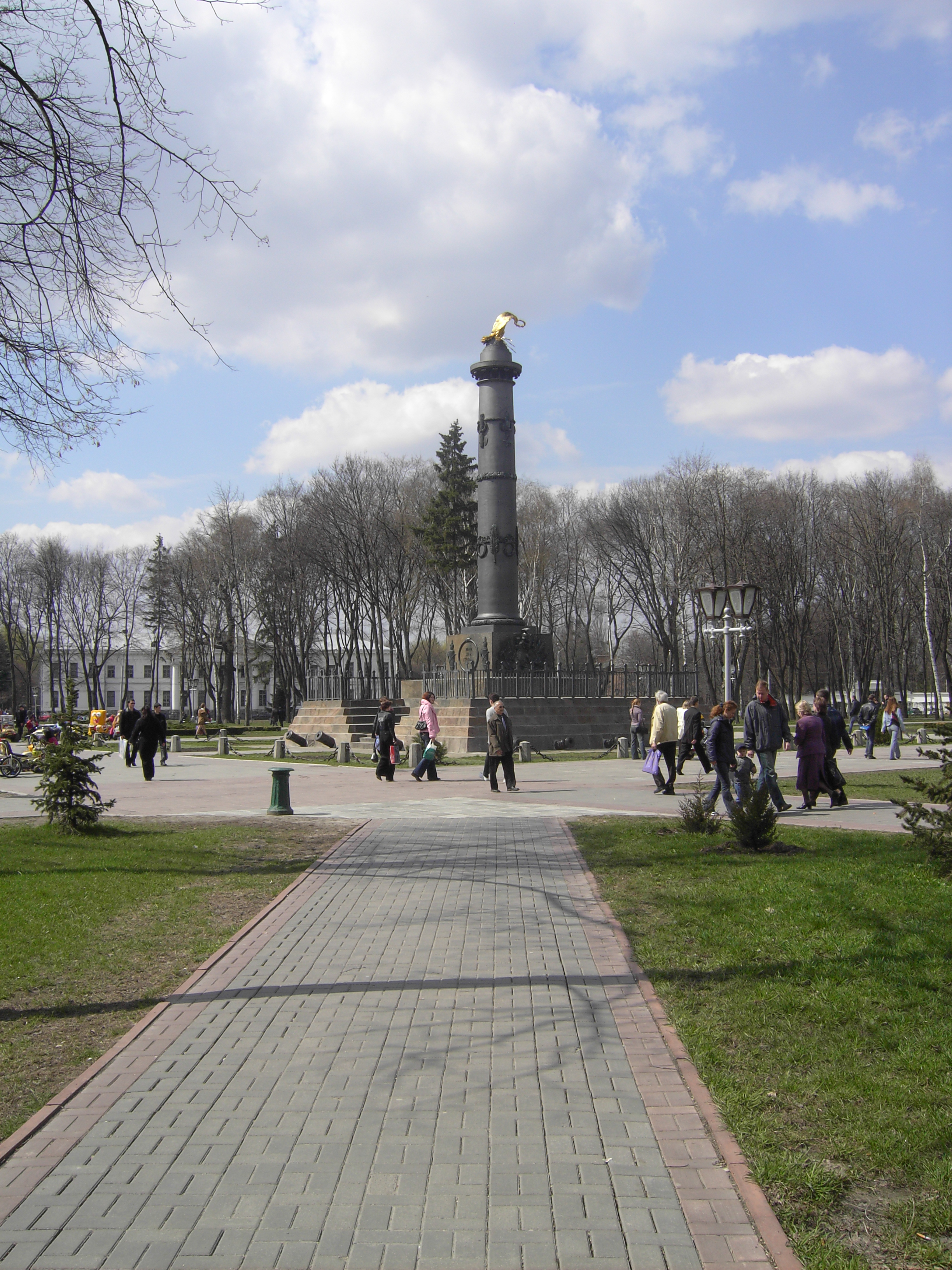
Říjnový park v Poltavě

- Ivan Kotljarevskyj, jeden z prvních básníků a spisovatelů píšících v ukrajinštině
- Nikolaj Vasiljevič Gogol (Mykola Vasyľjovyč Hohoľ), spisovatel, většinu díla napsal rusky
- Paisij Veličkovskij, pravoslavný mnich a světec, starec, asketa, církevní autorita
- Marusja Čuraj, pololegendární ukrajinská autorka písní a pěvkyně
- Marija Baškircevová, ukrajinsko-francouzská memoaristka a malířka
- Alexandr Gavrilovič Gurvič, ruský fyzik a biolog
- Nikolaj Alexandrovič Jarošenko, ruský malíř
- Anatolij Vasiljevič Lunačarskij, ruský marxista a revolucionář
- Ivan Fjodorovič Paskevič, ukrajinský vojevůdce sloužící v řadách ruské armády
- Jicchak Ben-Zvi, 2. prezident Izraele
- Symon Petljura, vůdce ukrajinského boje za nezávislost, krátce též prezident Ukrajinské lidové republiky
- Andrij Danylko, současný ukrajinský zpěvák a herec, známější pod uměleckým jménem Věrka Serďučka
- Georgij Gapon, pravoslavný kněz, agent Ochranky
- Michail Zoščenko, spisovatel
- Grigorij Kulik, maršál SSSR
- Vladimir Ivaško, politik, poslední generální tajemník ÚV KSSS

## Infrastruktura a hospodářství

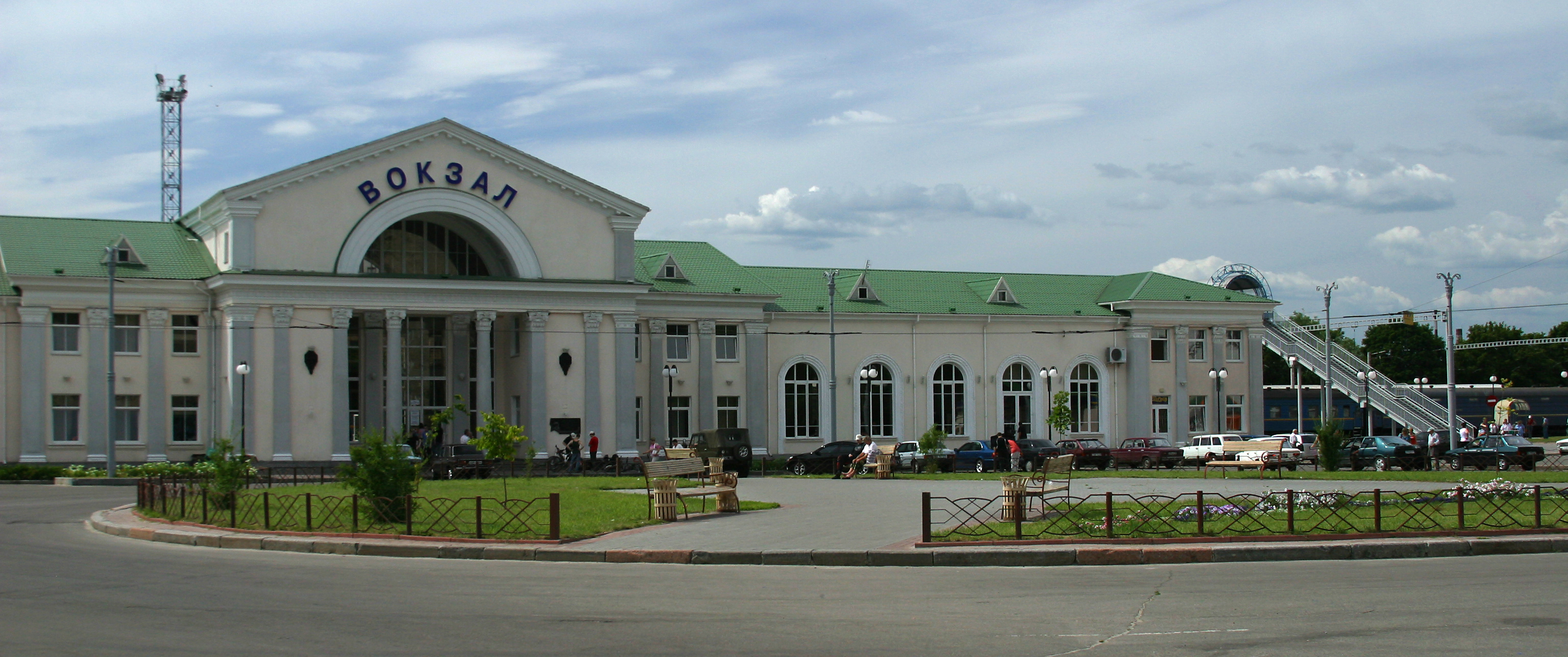
Kyjevské nádraží v Poltavě

Poltava je významnou křižovatkou železnic i silnic mezi Kyjevem, Kremenčukem, Charkovem a Donbasem. Ve městě jsou dvě zhruba stejně důležitá nádraží, Kyjevské a Jižní. Rychlé vlakové spojení s Kyjevem (3,5 h) a Charkovem (2 h) nabízí prestižní spoj UZ Stolyčnyj Ekspres; kromě Myrhorodu je Poltava jeho jedinou zastávkou. MHD zajišťují trolejbusy, autobusy a maršrutky. Hlavním průmyslovým odvětvím je strojírenství a lehký průmysl.